# Sidney Spencer
Sidney Lynn Spencer (Hoover, 7 marzo 1985) è un'ex cestista statunitense.
Ala di 190 cm, è stata professionista in patria con Los Angeles e New York; inoltre ha giocato nella Serie A1 italiana con Priolo.

## Carriera
Cresciuta nella University of Tennessee, con cui ha vinto il campionato NCAA nel 2007, è stata la 25ª scelta del draft WNBA 2007. Ha giocato quattro stagioni nella lega professionistica americana, risultando come rookie la miglior marcatrice delle Sparks e la terza miglior marcatrice da tre della lega. Ha partecipato ai Play-off WNBA nel 2008. Il 5 maggio 2009 è stata ceduta alle Liberty, con cui ha giocato due stagioni.
Nel 2008-09 ha giocato in Slovacchia, nel Kosice. Nel 2009-'10 era al Gorzów, in Polonia.
È giunta a Priolo nel gennaio 2011 al posto di Zorica Mitov e Gergana Slavčeva e ha esordito con due punti contro Faenza.

## Statistiche

### Presenze e punti nei club
Statistiche aggiornate al 12 maggio 2011
| Stagione | Squadra             | Competizione | Partite | Partite | Partite | Statistiche tiro | Statistiche tiro | Statistiche tiro | Altre statistiche | Altre statistiche | Altre statistiche | Altre statistiche | Altre statistiche |
| Stagione | Squadra             | Competizione | Pres.   | Titol.  | Minuti  | Tiri da 2        | Tiri da 3        | Liberi           | Rimb.             | Assist            | Rubate            | Stopp.            | Punti             |
| --- | ------------------- | ------------ | ------- | ------- | ------- | ---------------- | ---------------- | ---------------- | ----------------- | ----------------- | ----------------- | ----------------- | ----------------- |
| 2007 | Los Angeles Sparks  | WNBA         | 34      | 22      | 828     | 118/300          | 54/123           | 37/42            | 138               | 42                | 27                | 11                | 327               |
| 2008 | Los Angeles Sparks  | WNBA         | 33      | 2       | 451     | 63/155           | 31/81            | 17/18            | 62                | 18                | 14                | 4                 | 174               |
| 2008-2009 | Dobrí Anjeli Košice | Extraliga    |         |         |         |                  |                  |                  |                   |                   |                   |                   |                   |
| 2009 | New York Liberty    | WNBA         | 33      | 0       | 340     | 34/88            | 22/57            | 9/9              | 38                | 15                | 6                 | 1                 | 99                |
| 2009-2010 | Gorzów Wielkopolski | PLKK         |         |         |         |                  |                  |                  |                   |                   |                   |                   |                   |
| 2010 | New York Liberty    | WNBA         | 20      | 0       | 168     | 22/43            | 8/15             | 0                | 16                | 6                 | 6                 | 0                 | 52                |
| gen. '11-'11 | Erg Priolo          | Serie A1     | 15      | 11      | 392     | 56/96            | 14/23            | 13/43            | 56                | 5                 | 12                | 1                 | 172               |
| Totale carriera |                     |              |         |         |         |                  |                  |                  |                   |                   |                   |                   |                   |
| Nota: per la NBA, la WNBA e la NCAA, la colonna "Tiri da 2" comprende la somma dei tiri dal campo (tiri da 2 + tiri da 3). |                     |              |         |         |         |                  |                  |                  |                   |                   |                   |                   |                   |

## Palmarès

### Squadra
- NCAA Women's Division I: 1
Tennessee Volunteers: 2007

### Individuale
- WNBA All-Rookie First Team (2007)